# Trát Mộc Hợp
Trát Mộc Hợp (tiếng Mông Cổ: Жамуха, tiếng Trung: 札木合) hay Tráp Mộc Hợp (劄木合), còn được gọi là Trác Mộc Hợp (? - 1204) là thủ lĩnh bộ lạc Trát Đạt Lan ở Mông Cổ, anh em kết nghĩa (an đáp) nhưng đồng thời cũng là thủ lĩnh của lực lượng đối lập với Thiết Mộc Chân (Thành Cát Tư Hãn sau này) trên vùng thảo nguyên, với tham vọng thống nhất các bộ lạc Mông Cổ. Mặc dù sau này Trát Mộc Hợp bại trận dưới tay Thiết Mộc Chân, nhưng các sử gia Mông Cổ cũng như Trung Hoa đều đánh giá ông rất cao.

## Thân thế
Theo bí sử Mông Cổ thì tổ tiên của Trát Mộc Hợp với tổ tiên của Thiết Mộc Chân là người cùng một tông. Theo truyền thuyết, từ nhỏ ông có quan hệ rất tốt với Thiết Mộc Chân. Vào năm 1172, hai người đã từng cùng nhau cắt máu ăn thề để trở thành những người anh em kết nghĩa (an đáp) tốt. 

## Xung đột
Theo bí sử Mông Cổ thì vào khoảng năm 1187, giữa bộ lạc Khất Nhan của Thiết Mộc Chân với bộ lạc Miệt Nhi Khất (Merkit) nảy sinh xung đột; người Khất Nhan thua trận và Bột Nhi Thiếp (Börte, còn gọi là Bật Tê), vợ của Thiết Mộc Chân bị người Miệt Nhi Khất bắt đi. Thiết Mộc Chân chạy sang bộ lạc Trát Đạt Lan cầu viện. Trát Mộc Hợp liên quân cùng Vương Hãn Thoát Lý của bộ lạc Khắc Liệt đã đánh bại người Miệt Nhi Khất, giải cứu được vợ của Thiết Mộc Chân. Sau khi thành công, Trát Mộc Hợp và Thiết Mộc Chân lại tái kết nghĩa an đáp, và Thiết Mộc Chân trợ giúp cho Trát Mộc Hợp trong việc chinh phục và tập hợp các bộ lạc Mông Cổ còn đang tản mạn.
Tuy vậy, bộ lạc Khất Nhan của Thiết Mộc Chân ngày càng hùng mạnh, thu hút nhiều người từ bộ lạc của Trát Mộc Hợp qua nên giữa hai bên đã nảy sinh mâu thuẫn. Vì lo ngại sự lớn mạnh của bộ lạc Khất Nhan nên vào năm 1189 Trát Mộc Hợp đã đem 3 vạn quân tấn công Thiết Mộc Chân, sử gọi là "Thập tam dực chi chiến" (chiến dịch 13 cánh quân). Thiết Mộc Chân bại trận, nhưng do Trát Mộc Hợp lạm sát tù binh nên nội bộ phát sinh mâu thuẫn, nhiều người chạy sang hàng ngũ của Thiết Mộc Chân.
Năm 1201, Hợp Đáp Cân cùng 11 bộ lạc khác cùng nhau bầu Trát Mộc Hợp làm cổ nhi hãn (gur khan), liên binh tấn công bộ lạc của Thiết Mộc Chân, nhưng bị liên quân của Thiết Mộc Chân với Vương Hãn đánh bại. Ông đầu hàng Vương Hãn. Mùa thu năm 1203, bộ lạc Khắc Liệt của Vương Hãn bị Thiết Mộc Chân tiêu diệt, ông chạy sang hàng thủ lĩnh Thái Dương Hãn của bộ lạc bộ lạc Nãi Man. Năm 1204, Thiết Mộc Chân đánh bại Thái Dương Hãn, ông bị bộ hạ bắt làm tù binh đem nộp cho Thiết Mộc Chân. Thiết Mộc Chân chiêu hàng, nhưng ông cự tuyệt và được ban cho cái chết không rơi máu. Có hai thuyết về cái chết của ông. Một là bẻ gãy lưng, hai là quấn trong chăn để cho ngựa xéo.